# Stewart McSweyn
Stewart McSweyn (* 1. Juni 1995 in King Island) ist ein australischer Langstreckenläufer.

## Sportliche Laufbahn
Erste internationale Erfahrungen sammelte Stewart McSweyn bei den Crosslauf-Weltmeisterschaften 2013 in Bydgoszcz, bei denen er im Juniorenrennen den 86. Platz erreichte. 2015 nahm er an der Sommer-Universiade im südkoreanischen Gwangju teil und belegte im Finale über 5000 Meter in 14:37,96 min den 14. Rang. 2017 startete er bei den Crosslauf-Weltmeisterschaften in Kampala und wurde dort in der allgemeinen Klasse 53. Über 3000 Meter Hindernis qualifizierte er sich für die Weltmeisterschaften in London, bei denen er mit 8:47,53 min im Vorlauf ausschied. Im April 2018 nahm er erstmals an den Commonwealth Games im australischen Gold Coast teil und belegte dort im Finale über 5000 Meter in 13:58,96 min den fünften sowie über 10.000 Meter den elften Rang.
2017 wurde McSweyn australischer Meister im 10.000-Meter-Lauf. Er ist Student an der La Trobe University in Melbourne.
Am 31. August 2018 lief der Australier beim Finale der Diamond League in Brüssel in einer Zeit von 13:05,23 min neue persönliche Bestleistung über 5000 Meter.
Am 14. Dezember 2019 lief er in 27:23,80 min neuen Ozeanienrekord über 10.000 Meter. Knapp ein Jahr später wurde dieser von Patrick Tiernan auf 27:22,55 min verbessert. Am 12. Juli lief McSweyn beim Diamond League Meeting in Monaco über die 1500 Meter eine Zeit von 3:31,81 min, was ihn zum damaligen Zeitpunkt auf Platz 2 der australischen Allzeitbestenliste über diese Distanz beförderte. Im nächsten Jahr konnte McSweyn diesen Rekord mit einer Zeit von 3:30,51 min brechen.
Im September 2020 lief McSweyn beim Diamond League Meeting in Rom die 3000 Meter und musste sich nach langer Tempoarbeit nur dem aus Uganda stammenden Jacob Kiplimo und dem Norweger Jakob Ingebrigtsen geschlagen geben. Mit einer Zeit von 7:28,02 min lief er neuen Ozeanienrekord.
Im März 2021 schrammte er mit einer Zeit von 13:05,87 min über die 5000 Meter nur knapp an seiner persönlichen Bestleistung vorbei. Am 18. April belegte er bei den australischen Meisterschaften über die 1500 Meter den 2. Platz. Am 1. Juli lief McSweyn in Oslo die Meilendistanz in 3:48,37 min und brach somit den Ozeanienrekord von Craig Mottram. Am 9. Juli lief er bei der Diamond League in Monaco in einem der schnellsten 1500-Meter-Rennen aller Zeiten in 3:29,51 min neue persönliche Bestleistung, neuen australischen Rekord und neuen Ozeanienrekord.
Somit hält der Australier die Ozeanienrekorde über die 1500 Meter, die Meile und über 3000 Meter (Stand: August 2021).
Bei den Olympischen Spielen 2021 in Tokio qualifizierte sich McSweyn nach souveränen Leistungen in der Vorrunde und im Halbfinale für das olympische Finale über die 1500 Meter. Dort lief er in einem enorm schnellen Rennen bis ca. 350 Meter vor Schluss an dritter Stelle, konnte danach aber nicht mehr ganz das Tempo seiner Kontrahenten mitgehen und beendete das Rennen letztendlich auf dem 7. Platz.
Zwei Wochen später lief McSweyn in Eugene bei den Prefontaine Classic erneut die Meilendistanz und belegte hinter Jakob Ingebrigtsen, Olympiasieger über die 1500 Meter, den 2. Platz. Nur wenige Tage später trat er in Lausanne über die 3000-Meter-Distanz an, hatte aber wie auch einige andere Athleten mit dem Jetlag durch den vorherigen Wettkampf in den USA und den widrigen Bedingungen zu kämpfen und konnte das flotte Angangstempo nicht ganz bis zum Schluss halten. Er belegte in 7:35,06 min den 3. Platz.

## Persönliche Bestzeiten
- 1500 Meter: 3:29,51 min, 9. Juli 2021, Monaco, (Ozeanienrekord)
  - Halle: 3:35,10 min, 16. Februar 2019, Birmingham
- Meile: 3:48,37 min, 1. Juli 2021, Oslo, (Ozeanienrekord)
  - Halle: 3:56,46 min, 13. Februar 2019, Athlone
- 3000 Meter: 7:28,02 min, 17. September 2020, Rom, (Ozeanienrekord)
  - Halle: 7:44,90 min, 10. Februar 2019, Metz
- 2 Meilen: 8:16,28 min, 30. Juni 2019, Palo Alto
- 5000 Meter: 13:05,23 min, 31. August 2018, Brüssel
- 10.000 Meter: 27:23,80 min, 14. Dezember 2019, Melbourne
- 3000 Meter Hindernis: 8:34,25 min, 10. Juni 2017, Göteborg
- 5-km-Straßenlauf: 13:53 min, 2. April 2017, Carlsbad
- 10-km-Straßenlauf: 28:03 min, 21. Oktober 2018, Burnie